# Seznam hokejistů draftovaných týmem Carolina Hurricanes

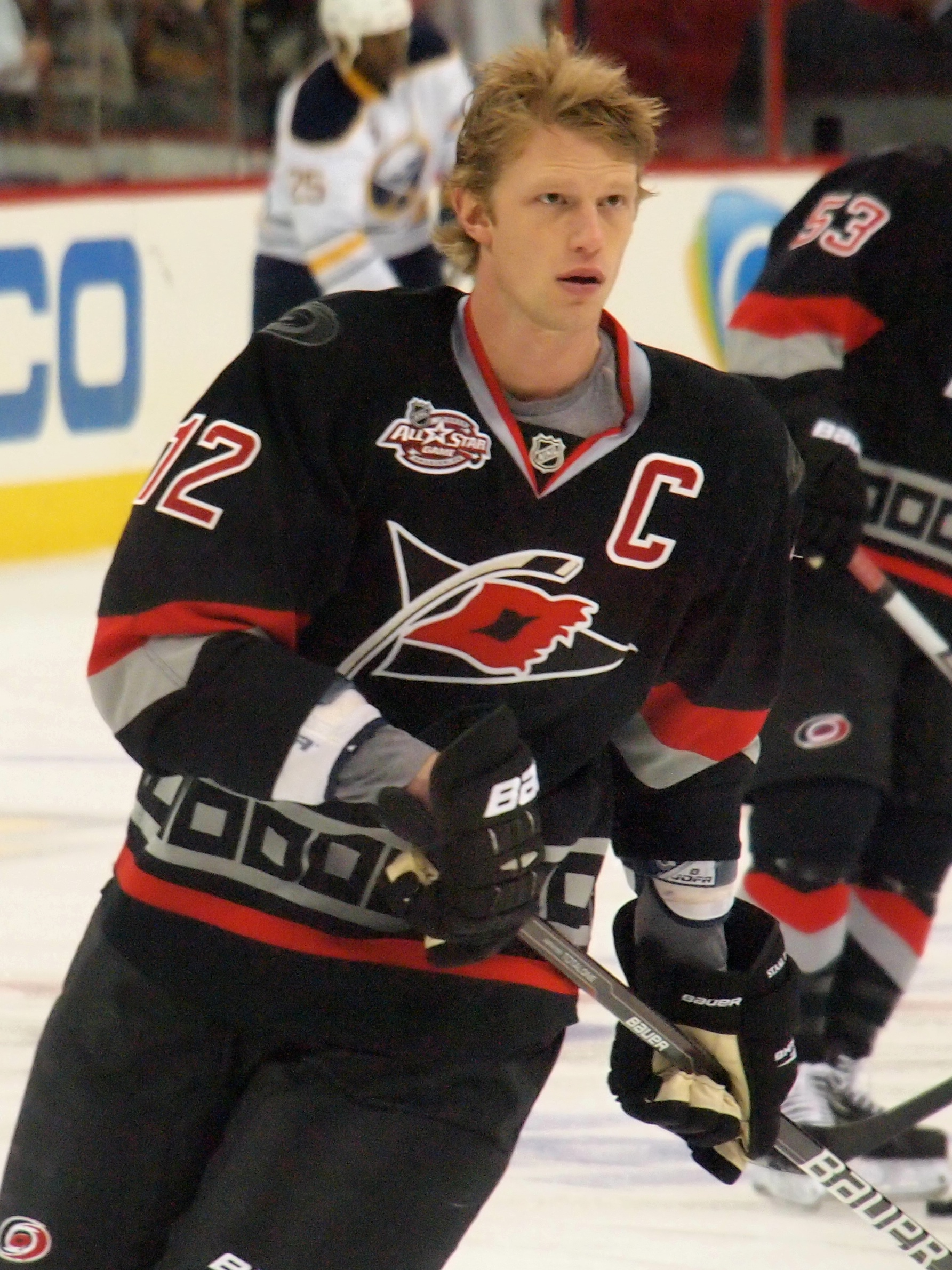
Eric Staal byl draftován z 2. místa v roce 2003.

Toto je kompletní seznam hokejistů, kteří byli draftováni v NHL do týmu Carolina Hurricanes. To zahrnuje každého hráče, který byl draftován, bez ohledu na to, zda hrál za tým.

## Draft 1. kola

### Historie prvního kola
| † | Hráč který byl vybrán do hokejové síně slávy | Hráč který byl vybrán do hokejové síně slávy | Hráč který byl vybrán do hokejové síně slávy |
| * | Draftován z 1. místa                         | Draftován z 1. místa                         | Draftován z 1. místa                         |
| ≠ | Hráč který neodehrál žádný zápas v NHL       | Hráč který neodehrál žádný zápas v NHL       | Hráč který neodehrál žádný zápas v NHL       |

| Rok  | Místo | Hráč              | Pozice               | Stát   | Předchozí tým (liga)           |
| ---- | ----- | ----------------- | -------------------- | ------ | ------------------------------ |
| 1997 | 22    | Nikos Tselios     | Obránce              | USA    | Plymouth Whalers (OHL)         |
| 1998 | 11    | Jeff Heerema      | Pravé křídlo         | Kanada | Sarnia Sting (OHL)             |
| 1999 | 16    | David Tanabe      | Obránce              | USA    | University of Wisconsin (NCAA) |
| 2001 | 15    | Igor Kňjazev≠     | Obránce              | Rusko  | HC Spartak Moskva (RSL)        |
| 2002 | 25    | Cam Ward          | Brankář              | Kanada | Red Deer Rebels (WHL)          |
| 2003 | 2     | Eric Staal        | Centr                | Kanada | Peterborough Petes (OHL)       |
| 2004 | 4     | Andrew Ladd       | Levé křídlo          | Kanada | Calgary Hitmen (WHL)           |
| 2005 | 3     | Jack Johnson      | Obránce              | USA    | University of Michigan (NCAA)  |
| 2007 | 11    | Brandon Sutter    | Centr                | Kanada | Red Deer Rebels (WHL)          |
| 2008 | 14    | Zach Boychuk      | Centr a levé křídlo  | Kanada | Lethbridge Hurricanes (WHL)    |
| 2009 | 27    | Philippe Paradis≠ | Centr a levé křídlo  | Kanada | Shawinigan Cataractes (QMJHL)  |
| 2010 | 7     | Jeff Skinner      | Centr a pravé křídlo | Kanada | Kitchener Rangers (OHL)        |
| 2011 | 12    | Ryan Murphy≠      | Obránce              | Kanada | Kitchener Rangers (OHL)        |
| 2012 | Nikdo | Nikdo             | Nikdo                | Nikdo  | Nikdo                          |

### Celkový výběr

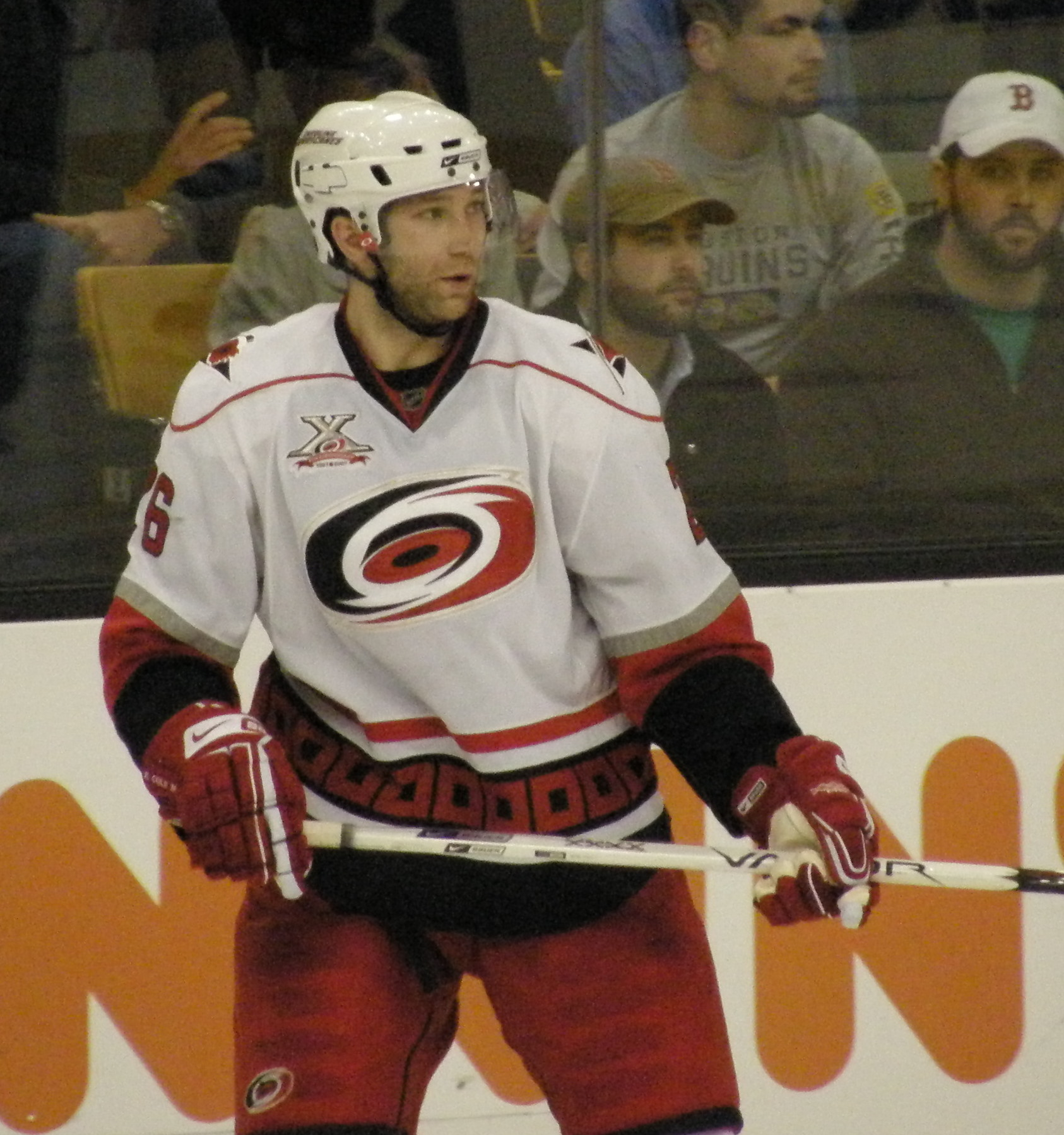
Erik Cole byl draftován ze 71. místa v roce 1998.

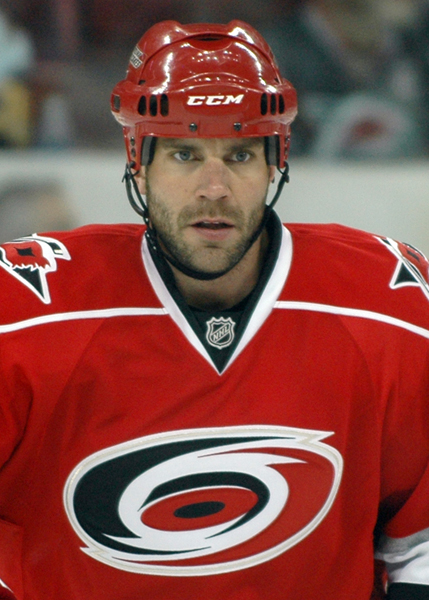
Niclas Wallin byl draftován ze 97. místa v roce 2000.

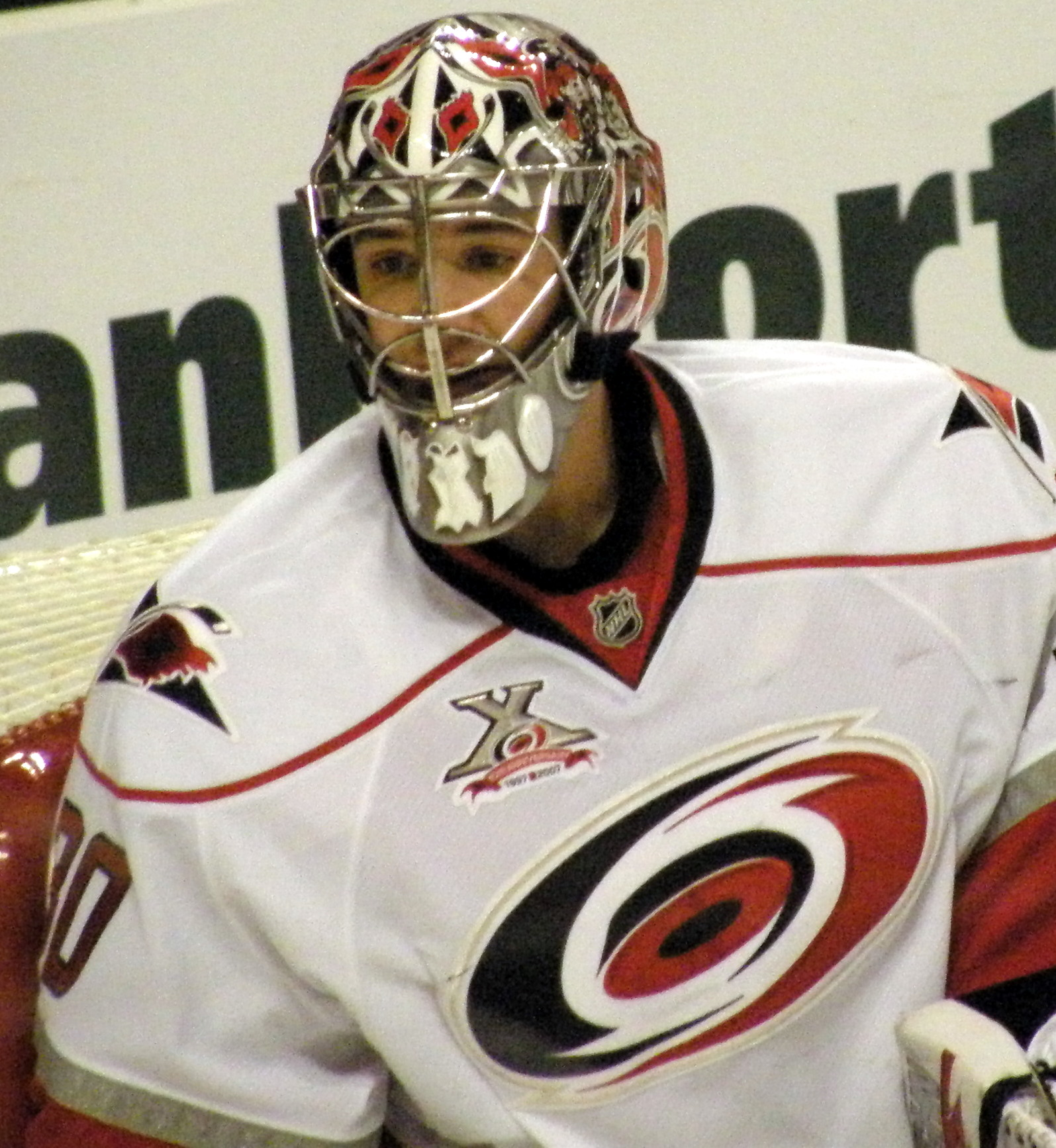
Cam Ward byl draftován ze 25. místa v roce 2002.

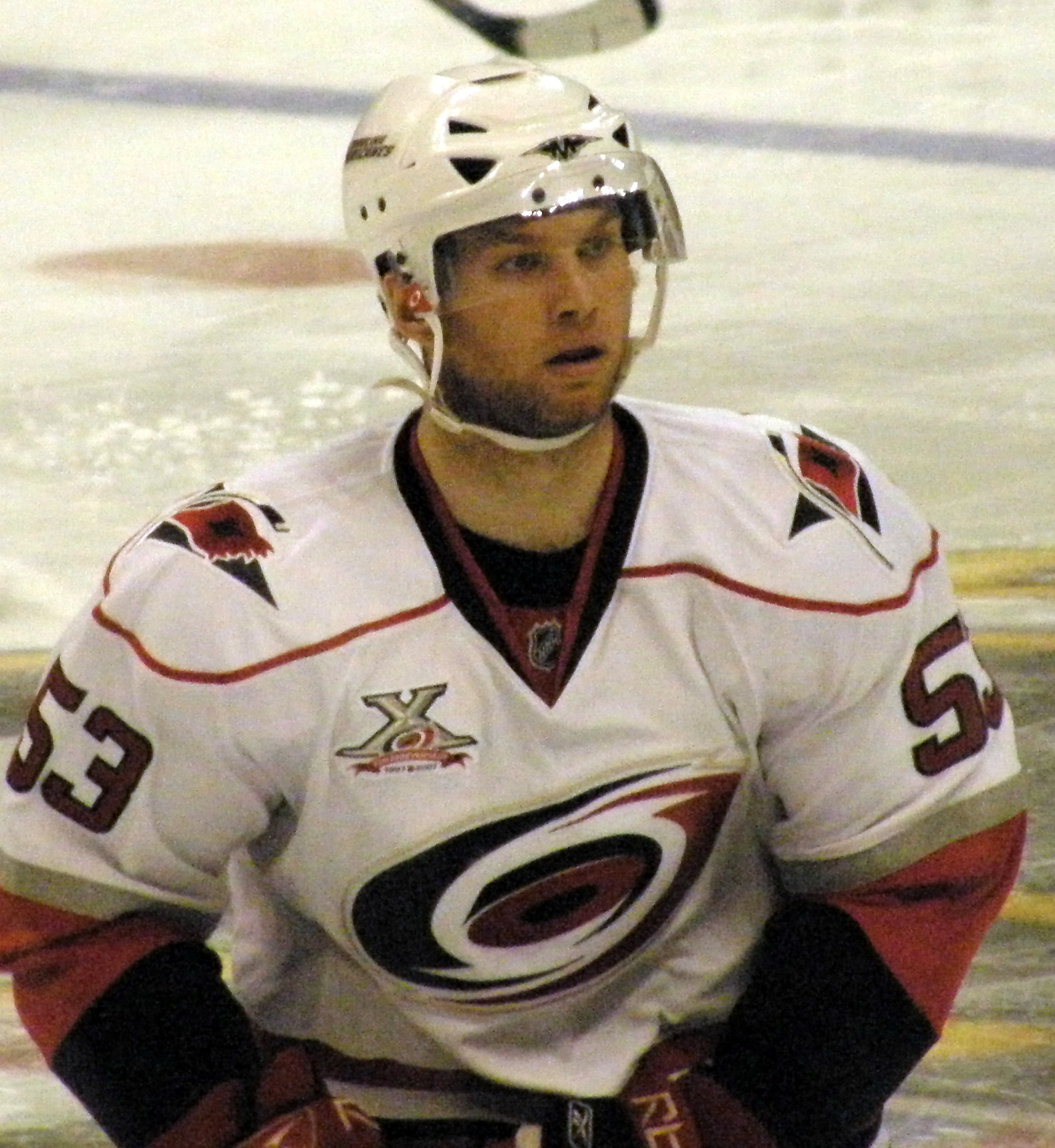
Casey Borer byl draftován ze 69. místa v roce 2004.

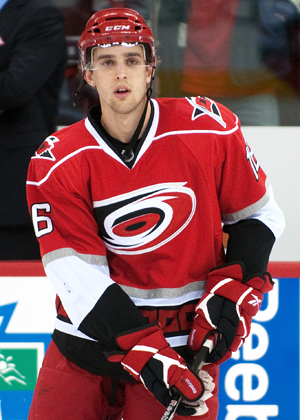
Brandon Sutter byl draftován ze 11. místa v roce 2007.

|  | Hráči kteří hráli nejméně jeden zápas v NHL |
|  | Hráči kteří si zahráli v NHL All-Star Game  |

| Rok  | Kolo | Místo | Hráč              | Pozice       |
| ---- | ---- | ----- | ----------------- | ------------ |
| 1997 | 1    | 22    | Nikos Tselios     | Obránce      |
| 1997 | 2    | 28    | Brad DeFauw       | Levé křídlo  |
| 1997 | 3    | 80    | Francis Lessard   | Pravé křídlo |
| 1997 | 4    | 88    | Shane Willis      | Pravé křídlo |
| 1997 | 6    | 142   | Kyle Dafoe        | Obránce      |
| 1997 | 7    | 169   | Andrew Merrick    | Levé křídlo  |
| 1997 | 8    | 195   | Niklas Nordgren   | Levé křídlo  |
| 1997 | 8    | 199   | Randy Fitzgerald  | Levé křídlo  |
| 1997 | 9    | 225   | Kent McDonell     | Pravé křídlo |
| 1998 | 1    | 11    | Jeff Heerema      | Pravé křídlo |
| 1998 | 3    | 70    | Kevin Holdridge   | Obránce      |
| 1998 | 3    | 71    | Erik Cole         | Levé křídlo  |
| 1998 | 4    | 91    | Josef Vašíček     | Centr        |
| 1998 | 4    | 93    | Tommy Westlund    | Levé křídlo  |
| 1998 | 4    | 97    | Chris Madden      | Brankář      |
| 1998 | 7    | 184   | Donald Smith      | Centr        |
| 1998 | 8    | 208   | Jaroslav Svoboda  | Levé křídlo  |
| 1998 | 8    | 211   | Mark Kosick       | Centr        |
| 1998 | 9    | 239   | Brent McDonald    | Centr        |
| 1999 | 1    | 16    | David Tanabe      | Obránce      |
| 1999 | 2    | 49    | Brett Lysak       | Centr        |
| 1999 | 3    | 84    | Brad Fast         | Obránce      |
| 1999 | 4    | 113   | Ryan Murphy       | Levé křídlo  |
| 1999 | 6    | 174   | Damian Surma      | Levé křídlo  |
| 1999 | 7    | 202   | Jim Baxter        | Obránce      |
| 1999 | 8    | 231   | David Evans       | Pravé křídlo |
| 1999 | 8    | 237   | Antti Jokela      | Brankář      |
| 1999 | 9    | 259   | Evgeny Kourilin   | Centr        |
| 2000 | 2    | 32    | Tomáš Kůrka       | Levé křídlo  |
| 2000 | 3    | 80    | Ryan Bayda        | Levé křídlo  |
| 2000 | 4    | 97    | Niclas Wallin     | Obránce      |
| 2000 | 4    | 110   | Jared Newman      | Obránce      |
| 2000 | 6    | 181   | J.D. Forrest      | Obránce      |
| 2000 | 7    | 212   | Magnus Kahnberg   | Pravé křídlo |
| 2000 | 8    | 235   | Craig Kowalski    | Brankář      |
| 2000 | 9    | 276   | Troy Ferguson     | Útočník      |
| 2001 | 1    | 15    | Igor Kňjazev      | Obránce      |
| 2001 | 2    | 46    | Michael Zigomanis | Centr        |
| 2001 | 3    | 91    | Kevin Estrada     | Levé křídlo  |
| 2001 | 4    | 110   | Rob Zepp          | Brankář      |
| 2001 | 6    | 181   | Daniel Boisclair  | Brankář      |
| 2001 | 7    | 211   | Sean Curry        | Obránce      |
| 2001 | 8    | 244   | Carter Trevisani  | Obránce      |
| 2001 | 9    | 274   | Peter Reynolds    | Obránce      |
| 2002 | 1    | 25    | Cam Ward          | Brankář      |
| 2002 | 3    | 91    | Jesse Lane        | Obránce      |
| 2002 | 5    | 160   | Daniel Manzato    | Brankář      |
| 2002 | 7    | 224   | Adam Taylor       | Centr        |
| 2003 | 1    | 2     | Eric Staal        | Centr        |
| 2003 | 2    | 31    | Danny Richmond    | Obránce      |
| 2003 | 4    | 102   | Aaron Dawson      | Obránce      |
| 2003 | 4    | 126   | Kevin Nastiuk     | Brankář      |
| 2003 | 4    | 130   | Matěj Trojovský   | Obránce      |
| 2003 | 5    | 137   | Tyson Strachan    | Obránce      |
| 2003 | 7    | 198   | Shay Stephenson   | Levé křídlo  |
| 2003 | 8    | 230   | Jamie Hoffmann    | ?            |
| 2003 | 9    | 262   | Ryan Rorabeck     | Centr        |
| 2004 | 1    | 4     | Andrew Ladd       | Levé křídlo  |
| 2004 | 2    | 38    | Justin Peters     | Brankář      |
| 2004 | 3    | 69    | Casey Borer       | Obránce      |
| 2004 | 4    | 109   | Brett Carson      | Obránce      |
| 2004 | 5    | 137   | Magnus Åkerlund   | Brankář      |
| 2004 | 7    | 202   | Ryan Pottruff     | Obránce      |
| 2004 | 8    | 235   | Jonas Fiedler     | Pravé křídlo |
| 2004 | 9    | 268   | Martin Vágner     | Obránce      |
| 2005 | 1    | 3     | Jack Johnson      | Obránce      |
| 2005 | 2    | 58    | Nate Hagemo       | Obránce      |
| 2005 | 3    | 64    | Joe Barnes        | Centr        |
| 2005 | 4    | 94    | Jakub Vojta       | Obránce      |
| 2005 | 4    | 123   | Ondrej Otčenáš    | Centr        |
| 2005 | 5    | 145   | Timothy Kunes     | Obránce      |
| 2005 | 5    | 159   | Risto Korhonen    | Obránce      |
| 2005 | 6    | 192   | Nicolas Blanchard | Levé křídlo  |
| 2005 | 7    | 198   | Kyle Lawson       | Obránce      |
| 2006 | 2    | 63    | Jamie McBain      | obránce      |
| 2006 | 3    | 93    | Harrison Reed     | Pravé křídlo |
| 2006 | 4    | 123   | Bobby Hughes      | Centr        |
| 2006 | 5    | 153   | Stephane Chaput   | Centr        |
| 2006 | 6    | 183   | Nick Dodge        | Pravé křídlo |
| 2006 | 7    | 213   | Justin Krueger    | Obránce      |
| 2007 | 1    | 11    | Brandon Sutter    | Centr        |
| 2007 | 3    | 72    | Drayson Bowman    | Levé křídlo  |
| 2007 | 4    | 102   | Justin McCrae     | Centr        |
| 2007 | 5    | 132   | Chris Terry       | Levé křídlo  |
| 2007 | 6    | 162   | Brett Bellemore   | Obránce      |
| 2008 | 1    | 14    | Zach Boychuk      | Centr        |
| 2008 | 2    | 45    | Zac Dalpe         | Centr        |
| 2008 | 4    | 105   | Michal Jordán     | Obránce      |
| 2008 | 6    | 165   | Mike Murphy       | Brankář      |
| 2008 | 7    | 195   | Samuel Morneau    | Levé křídlo  |
| 2009 | 1    | 27    | Philippe Paradis  | Centr        |
| 2009 | 2    | 51    | Brian Dumoulin    | Obránce      |
| 2009 | 3    | 88    | Mattias Lindström | Levé křídlo  |
| 2009 | 5    | 131   | Matt Kennedy      | Pravé křídlo |
| 2009 | 6    | 178   | Rasmus Rissanen   | Obránce      |
| 2009 | 7    | 208   | Tommi Kivistö     | Obránce      |
| 2010 | 1    | 7     | Jeff Skinner      | Centr        |
| 2010 | 2    | 37    | Justin Faulk      | Obránce      |
| 2010 | 2    | 53    | Mark Alt          | Obránce      |
| 2010 | 3    | 67    | Danny Biega       | Obránce      |
| 2010 | 3    | 85    | Austin Levi       | Obránce      |
| 2010 | 4    | 105   | Justin Shugg      | Levé křídlo  |
| 2010 | 6    | 167   | Tyler Stahl       | obránce      |
| 2010 | 7    | 187   | Frederik Andersen | Brankář      |
| 2011 | 1    | 12    | Ryan Murphy       | Obránce      |
| 2011 | 2    | 42    | Victor Rask       | Centr        |
| 2011 | 3    | 73    | Keegan Lowe       | Obránce      |
| 2011 | 4    | 103   | Gregory Hofmann   | Centr        |
| 2011 | 6    | 163   | Matt Mahalak      | Brankář      |
| 2011 | 7    | 193   | Brody Sutter      | Pravé křídlo |
| 2012 | 2    | 38    | Phil Di           | Centr        |
| 2012 | 2    | 47    | Brock McGinn      | Levé křídlo  |
| 2012 | 3    | 69    | Daniel Altshuller | Brankář      |
| 2012 | 4    | 99    | Erik Karlsson     | Centr        |
| 2012 | 4    | 115   | Trevor Carrick    | Obránce      |
| 2012 | 4    | 120   | Jaccob Slavin     | Obránce      |
| 2012 | 5    | 129   | Brendan Woods     | Levé křídlo  |
| 2012 | 6    | 159   | Collin Olson      | Brankář      |
| 2012 | 7    | 189   | Brendan Collier   | Levé křídlo  |

## Souvislé články
- Seznam hokejistů draftovaných týmem Hartford Whalers